# Bernard Combo-Matsiona
Bernard Combo-Matsiona, né le 17 décembre 1939 à Brazzaville (Afrique-Équatoriale française, actuel Congo) et mort le 28 mars 2012 à Neuilly-sur-Seine (Hauts-de-Seine, France), est un haut fonctionnaire et homme politique congolais.
Au cours de sa carrière politique en république du Congo, il a été ministre du Travail, de la Fonction publique et de la Prévoyance sociale de 1981 à 1987 puis ministre de la Santé et des Affaires sociales de 1987 à 1989. Il a présidé l'Assemblée nationale de 1989 à 1991, et a été sénateur de 2009 jusqu'à sa mort en 2012.

## Biographie

### Jeunesse et études
Bernard Combo-Matsiona est né le 17 décembre 1939 à Brazzaville. Il fait ses études primaires aux écoles Saint-Vincent A et B de Poto-Poto de 1946 à 1952, sanctionnées par l'obtention de son certificat d'études primaires et élémentaires, puis effectue ses études de premier cycle au collège Chaminade de Brazzaville de 1954 à 1958.
Il intègre ensuite le lycée agricole de Sainte-Livrade (Lot-et-Garonne, France) en 1960, où il obtient un baccalauréat agricole en 1963. La même année, il est admis à l'Institut supérieur agricole de Paris. En 1966, il en sort avec le diplôme d'ingénieur des travaux Agricoles (ITA).

### Vie privée
Bernard Combo-Matsiona est père de huit enfants. Dont un de ses enfants nommé Paul Guy Vish Matsiona enseigne au lycée Pierre Corneille dans la ville de Rouen en tant que professeur de sciences économiques et sociales

### Carrière politique
Parallèlement à ses études, Bernard Combo-Matsiona a eu une intense activité politique.
En 1963 il adhère à l'Association des étudiants congolais de France (AEC), et en deviendra le secrétaire exécutif chargé des relations extérieures. À ce titre, il participe du 29 juin au 2 juillet 1964 au Congrès du Mouvement national de la révolution (MNR).
Il repart ensuite en France pour un stage professionnel à l'Institut national d'agronomie et au Centre d'études d'agronomie tropicale jusqu'en 1967.
Mais il ne faudra pas sous-estimer l'importance de la veine révolutionnaire qui avait déjà pris corps en lui. En effet, appelé par la révolution, il rentre au pays en novembre 1967 pour apporter sa pierre à la construction du Congo, il est alors âgé de 28 ans. S'ouvre alors pour lui la perspective d'une vie professionnelle empreinte d'engagement politique.
En 1968, il est nommé directeur régional de l'agriculture du Pool et commissaire politique du Camp Lumumba, du Corps national de la défense civile. Un an après, Bernard Combo-Matsiona exerce la fonction de directeur de l'action de rénovation rurale (ARR) et devient en juillet de la même année le premier président de l'Union de la jeunesse socialiste congolaise (UJSC) à l'issue du congrès constitutif.
Du 29 au 31 décembre 1969, il participe au Congrès constitutif du Parti congolais du travail (PCT) et est élu membre suppléant du Comité central. À l'issue du Congrès extraordinaire du PCT de 1970, il devient véritablement membre du Comité central.
En 1975, il est nommé directeur des études et de la planification à la Direction générale de l'agriculture, poste qu'il occupera jusqu'en 1979, quand il est alors nommé directeur général de l'Office du café et du cacao (OCC).

#### Ministre du Travail (1981-1987) puis de la Santé (1987-1989)
En 1981, à l’âge de 42 ans, il commence sa carrière gouvernementale dont les initiatives marqueront encore longtemps la mémoire des Congolais.
En effet, ministre du Travail, de la Fonction publique et de la Prévoyance sociale de 1981 à 1987, il s'est investi dans la mise en place des mécanismes pouvant assurer une bonne sécurité social aux travailleurs. Par ailleurs, il est l'un des initiateurs de la loi portant promulgation du Code congolais de la famille.
Par la suite, il devient ministre de la Santé et des Affaires sociales de 1987 à 1989. C'est sous son autorité que l'hôpital général de Brazzaville devient le Centre hospitalier et universitaire de Brazzaville (CHUB).

#### Président de l'Assemblée nationale (1989-1991)
En 1989, Bernard Combo-Matsiona se hisse au perchoir de l'Assemblée nationale, qu'il présidera jusqu'en 1991. À ce titre, il participe à la Conférence nationale souveraine de 1991.

#### Au sein du MCDDI (à partir de 1992)
En 1992, le vent du multipartisme ayant soufflé sur le Congo, Bernard Combo-Matsiona rejoint Bernard Kolélas et devient conseiller politique de son Mouvement congolais pour la démocratie et le développement intégral (MCDDI).
Il prend une part active au rapprochement du PCT avec l'URD et donc à la création du rapprochement URD-PCT et apparentés.
En 2006, il est promu membre du Bureau exécutif national du MCDDI.

#### Sénateur (2009-2012)
Il est élu sénateur du MCDDI en 2009, à l'issue d'une élection sénatoriale partielle organisée dans le Pool.
Il intègre la commission de l'Éducation, de la Culture, des Sciences et de la Technologie, dans laquelle il œuvre jusqu'à ses derniers jours.

### Mort
C'est au cours de sa troisième année de mandature que Bernard Combo-Matsiona tire sa révérence, il meurt le 28 mars 2012 à Neuilly-sur-Seine (Hauts-de-Seine, France). Il laisse alors derrière lui de nombreux souvenirs, dont celui de technocrate chevronné et grand serviteur de l'État.